# Stef Doedée
Stef Doedée (Berlicum, 17 februari 1987) is een voormalig Nederlandse doelman in het betaald voetbal.

## Loopbaan
In de jeugd keepte Doedée bij amateurclub BMC, FC Den Bosch en Feyenoord. In 2007 werd hij toegevoegd aan de selectie van RKC Waalwijk, waar hij in twee seizoenen geen officiële wedstrijden keepte. In seizoen 2009/10 stond Doedée dertig wedstrijden onder de lat bij FC Dordrecht. Op 24 augustus 2009 maakte de sluitpost zijn debuut met FC Dordrecht tegen FC Zwolle. Dordrecht won die wedstrijd met 5-3. Op 3 augustus 2012 tekende Doedée een 1-jarig contract bij FC Inter Turku in Finland. Per 1 januari 2013 ging hij daar alweer weg en was sinds eind februari weer speler van FC Dordrecht. In juni 2013 sluit Doedée zich echter aan bij zaterdaghoofdklasser ASWH en richt hij zich op zijn maatschappelijke loopbaan. Met ASWH won hij in 2014 de districtsbeker, landelijke beker voor amateurs en de Supercup voor amateurs. In 2016 veroverde hij nogmaals de districtsbeker met ASWH. In de zomer van 2019 stapte Doedée over naar vv Smitshoek. In 2021 stopte hij en werd hij keeperstrainer bij ASWH.

## Clubstatistieken
| Seizoen | Club           | Duels | Goals | Competitie     |
| ------- | -------------- | ----- | ----- | -------------- |
| 2007/08 | RKC Waalwijk   | 0     | 0     | Eerste Divisie |
| 2008/09 | RKC Waalwijk   | 0     | 0     | Eredivisie     |
| 2009/10 | FC Dordrecht   | 30    | 0     | Eerste Divisie |
| 2010/11 | FC Dordrecht   | 9     | 0     | Eerste Divisie |
| 2011/12 | FC Dordrecht   | 25    | 0     | Eerste Divisie |
| 2012    | FC Inter Turku | 9     | 0     | Veikkausliiga  |
| 2012/13 | FC Dordrecht   | 6     | 0     | Eerste Divisie |
| Totaal  | Totaal         | 78    | 0     |                |